# 平時信
平 時信（たいら の ときのぶ）は、平安時代末期の公家。桓武平氏高棟王流、兵部大輔・平知信の子。官位は正五位下・兵部権大輔、贈正一位・左大臣。高倉天皇の外祖父。

## 経歴
白河院政期後半に、文章生を経て大学助・六位蔵人・左衛門少尉を歴任。長承2年（1133年）従五位下・甲斐権守に叙任された。
鳥羽院政期に入ると、院判官代の一方で、検非違使・兵部権大輔などの武官を務め、甲斐権守や伊予介を兼帯した。この間の康治元年（1142年）5月には鳥羽法皇の東大寺での受戒にあたって藤原顕頼と共に奉行を務めている。翌康治2年（1143年）に正五位下に叙された。
久安3年（1147年）に娘の時子が平清盛の継室となって三男宗盛を儲けている。しかし、同年3月に院や皇后の近臣が居住する五条京極辺りにあった時信の屋敷が火災によって焼失している。久安4年（1148年）2月には前年に娘婿である清盛の行動が発端となった祇園闘乱事件の報謝のため、祇園社で法華八講を行う準備に派遣されている。久安5年（1149年）7月26日卒去。
娘の滋子は、時信の死後に後白河法皇の寵妃となり、応保元年（1161年）に憲仁親王を産む。仁安3年（1168年）憲仁親王の即位（高倉天皇）に伴い、時信は天皇の外祖父として左大臣・正一位を贈られた。

## 人物
「天性柔順」であり争いごとをしない性格で、その死は多くの人に惜しまれたという。

## 官歴
- 元永元年（1118年） 10月26日：見文章生[2]
- 天治元年（1124年） 5月29日：見大学助[3]
- 大治5年（1130年） 6月22日：六位蔵人、大学助如元、元非蔵人[4]
- 天承元年（1131年） 8月17日：左衛門少尉、検非違使宣旨[4]
- 長承2年（1133年） 正月5日：従五位下?[5]。2月9日：見甲斐権守[6]
- 康治2年（1143年） 日付不詳：正五位下
- 久安2年（1146年） 4月29日：見兵部権大輔兼伊予介[7]
- 久安5年（1149年） 7月26日：卒去[8]
- 仁安3年（1168年） 日付不詳：贈正一位、左大臣[8]

## 系譜
- 父：平知信
- 母：不詳
- 妻：二条大宮（令子内親王）の半物
  - 女子：平時子（1126-1185） - 平清盛継室
  - 男子：平時忠（1130-1189）
  - 女子：藤原親隆室（?-1177） - 権少僧都・全真母
- 妻：藤原祐子 - 藤原顕頼の娘
  - 女子：冷泉局[注釈 1] - 建春門院女房
  - 女子：平滋子（建春門院）（1142-1176）  - 後白河院妃、皇太后、高倉天皇母
  - 女子：平清子（1146-1178） - 平宗盛室、高倉天皇乳母、典侍
- 妻：藤原基隆の娘 - 美福門院女房少将局
  - 男子：平親宗（1144-1199）
- 妻：藤原季兼の娘
  - 女子：帥局（?-1185） - 建礼門院女房[注釈 2]
- 生母不詳の子女
  - 女子：坊門局[注釈 3] - 平重盛室、建礼門院女房、掌侍、平維盛母？